# پولک مقعدی

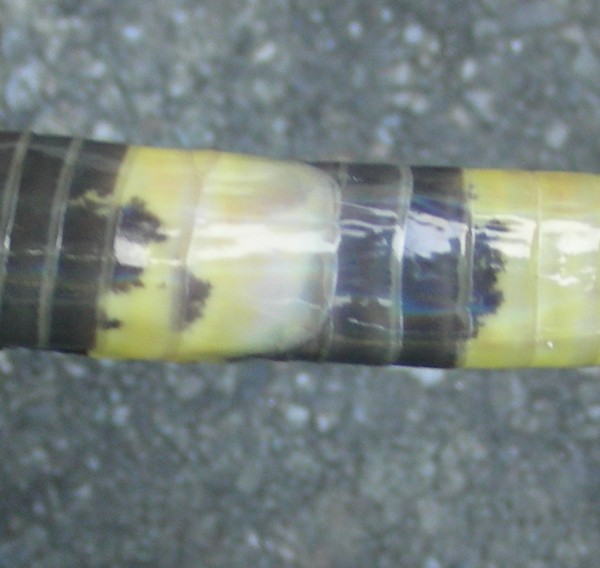
پولک مقعدی تقسیم‌نشده الاپید

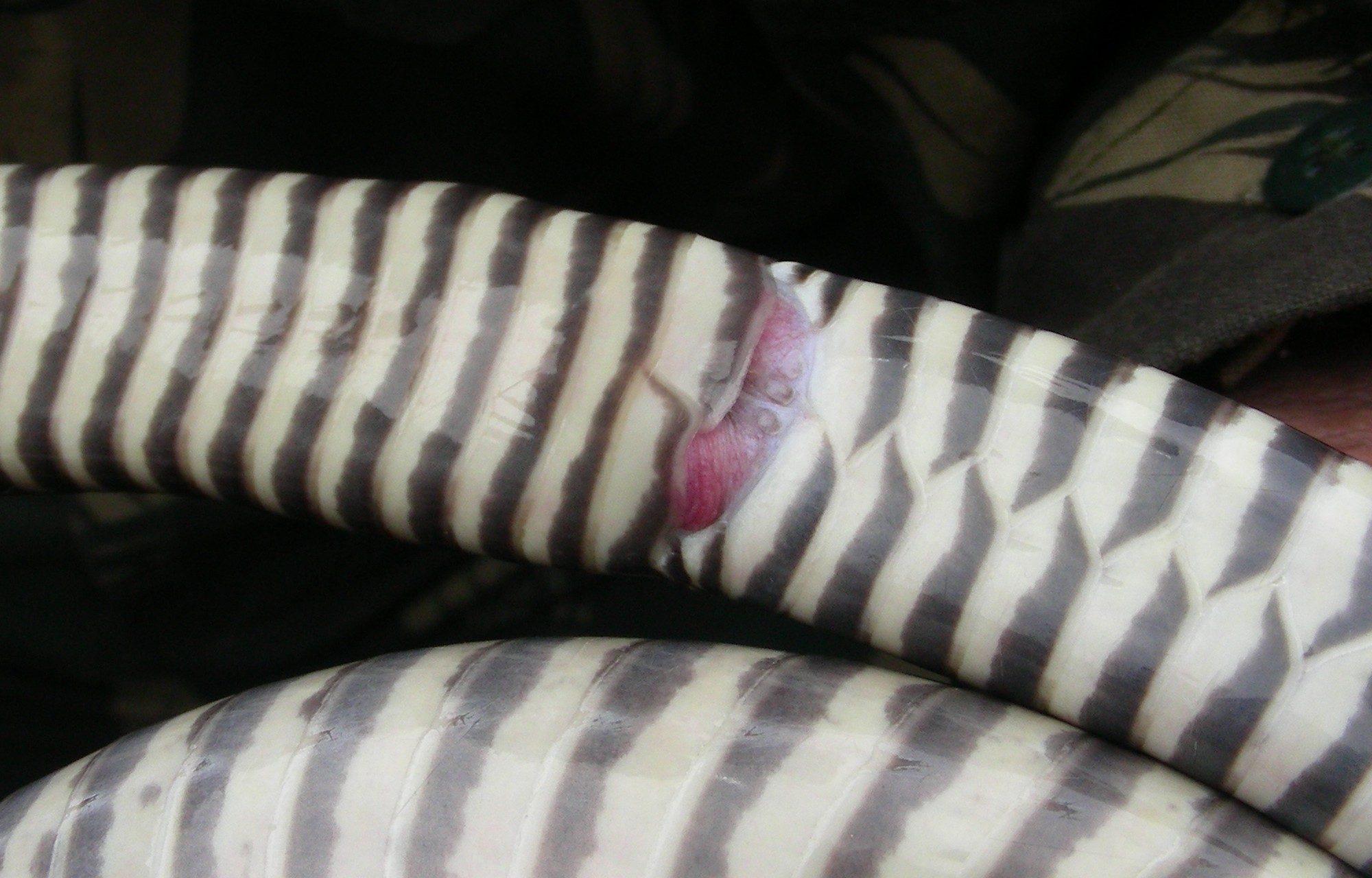
پولک مقعدی تقسیم‌شده در مار موشی هندی, قمچه ماران. پولک‌های شکمی تقسیم‌نشده را در سمت چپ و پولک‌های دمی تقسیم‌شده را در سمت راست ببینید.

در مارها، پولک مقعدی (به انگلیسی: Anal scale) یا صفحه مقعدی (به انگلیسی: Anal plate)، پولکی درست در جلو و پوشاننده دهانه پارگین است. این پولک می‌تواند تکی ("مقعد کامل") یا زوجی ("مقعد تقسیم‌شده") باشد. هنگام جفت‌شدن، این تقسیم اُریب است. پیش از پولک مقعدی پولک‌های شکمی و پس از آن پولک‌های زیردمی قرار دارند.